# Юніс Кеннеді Шрайвер

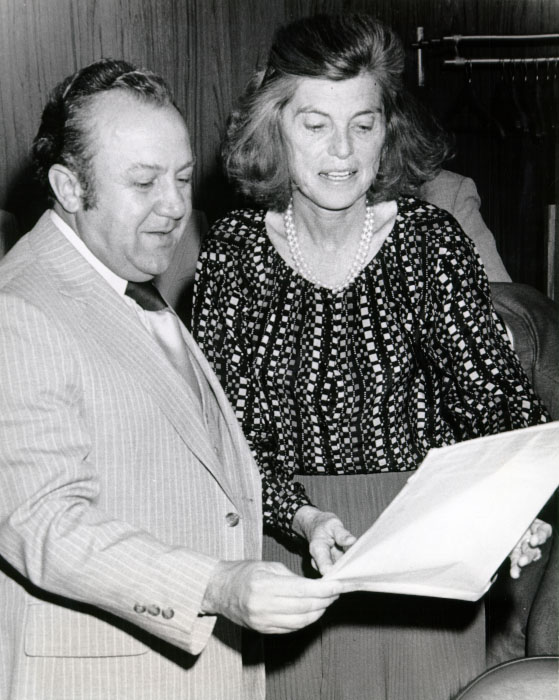
Юніс Шрайвер і Зураб Церетелі

Юніс Кеннеді Шрайвер (англ. Eunice Kennedy Shriver, 10 липня 1921 — 11 серпня 2009) — американська активістка й філантропка, організаторка і засновниця перших міжнародних спеціальних Олімпійських ігор для людей з розумовою відсталістю.

## Життєпис
Представниця відомої династії Кеннеді, Юніс народилася в Бруклайні, штат Массачусетс, і була п'ятою дитиною у великій родині. Здобувши належну освіту, вона зацікавилася соціальними проблемами людей з різними розумовими відхиленнями і свою подальшу діяльність присвятила їх вирішенню. 23 травня 1953 року вона обвінчалася з Сарджентом Шрайвером, згодом членом Демократичної партії США, кандидатом у віцепрезиденти від цієї партії, а також сенатором штату Массачусетс (з 1973 року). У цьому шлюбі народила п'ятеро дітей.
1960 року Юніс Кеннеді активно допомагала своєму старшому братові Джону Кеннеді в організації та проведенні успішної президентської виборчої кампанії.
У червні 1963 року вона відкрила у своєму будинку в Меріленді літній денний табір для дітей та дорослих з порушенням інтелекту — щоб вивчити їхні здібності до різних видів спорту і фізкультури. Вся її робота за цим напрямком вилилася в підсумку в організацію перших міжнародних Спеціальних Олімпійських Ігор, які відбулися в липні 1968 року на стадіоні Солджер-філд у Чикаго. В грудні того ж року було створено Спеціальну Олімпіаду, яка отримала статус благодійної організації. 1988 року на XV зимових Олімпійських іграх в Калгарі президент Міжнародного олімпійського комітету Хуан Антоніо Самаранч підписав з Юніс Кеннеді угоду, згідно з якою Спеціальна Олімпіада отримала право використовувати у своїй назві слово «олімпійський». Відтоді Спеціальні Ігри мають статус Олімпійських, і проводяться до теперішнього часу.
Головна заслуга Юніс Кеннеді у тому, що вона змогла довести: регулярні заняття фізичною культурою, участь у змаганнях допомагають розумово відсталим людям здобувати навички праці та колективних усвідомлених дій, вчать їх виступати цілеспрямовано і організовано. Це створює можливості для поступової адаптації до реальних життєвих умов і інтеграції в суспільство. За активну благодійну діяльність президент США Рональд Рейган 1984 року нагородив Юніс Кеннеді вищою державною нагородою США — медаллю Свободи.
В останні роки життя, попри вік і важку хворобу (Аддісонова хвороба), продовжувала брати участь у соціальному житті країни. У 88 років, незадовго до смерті була доставлена в клініку містечка Гаянис (штат Массачусетс) в критичному стані, де незабаром померла від ендокринної хвороби Аддісона.
За спогадами Жаклін Кеннеді, її свекор Джозеф Кеннеді говорив про свою доньку: «Конкуренція рухає нами. Це стосувалося й жінок. Фактично Юніс була більш енергійна, ніж Джек і Боббі. Якби вона була чоловіком, то стала б президентом».

## Сім'я
Юніс Кеннеді Шрайвер була п'ятою дитиною Джозефа і Рози Кеннеді, троє її братів — також політичні діячі США :
- Роберт Френсіс Кеннеді (1925–1968) — сенатор США від штату Нью-Йорк з 1965 року по момент смерті.
- Джон Фіцджеральд Кеннеді (1917–1963) — 35-й президент США з 1960 року по момент смерті.
- Едвард Мур Кеннеді (1932–2009) — сенатор США від штату Массачусетс (з 1962).

Вона була одружена з Робертом Шрайвером (1915–2011), політиком США від демократичної партії, з яким мала п'ятьох дітей:
- Роберт Сарджент Шрайвер III (народився в 1954).
- Марія Оувінг Шрайвер (народилася в 1955) — журналістка, колишня перша леді Каліфорнії, з 1986 по 2011 — дружина актора Арнольда Шварценеггера.
- Тімоті Перрі Шрайвер[en] (народився в 1957).
- Марк Кеннеді Шрайвер[en] (народився в 1964).
- Антоні Пол Кеннеді Шрайвер[en] (народився в 1965).

Всього Юніс Шрайвер мала п'ятеро дітей і 13 онуків.